# Beatriz Monroy
Beatriz Monroy (30 de marzo de 1955) es una primera actriz mexicana que ha logrado destacar con el paso de los años como actriz de soporte de telenovelas y series de televisión. También es maestra de actuación, de acento neutro y preparadora de actores.

## Estudios
En 1981 realiza estudios de actuación en el Instituto Nacional de Bellas Artes y en 1983 ingresa al Instituto de Artes Escénicas EON del primer actor mexicano Sergio Bustamante. Participó en varios seminarios y diplomaturas, destacando los impartidos por Hugo Arguelles, Abraham Oceransky, Jebert Darién y el dramaturgo mexicano Pablo Salinas.

## Inicios y desarrollo
En 1984 comienza como actriz profesional cuando consigue una pequeña participación en la serie-documental para televisión Nezahualcóyotl, memorias del sol, producida por Imevisión y dirigida por Enrique Kleiman. Desde este momento y hasta la fecha no ha dejado de trabajar en televisión contabilizando un total de 46 telenovelas en las que ha participado con pequeños papeles, actuaciones especiales y estelares.
Ha tenido también momentos importantes en Teatro destacando sus personajes de Damiana Caraveo en Contrabando de Víctor Hugo Rascón Banda y Eva en La hora de las locas de Pablo Salinas, esta última presentada en la Ciudad de México y en el Festival de Teatro Chicano de 1990 en el Auditorio UCLA de Riverside, California, EUA.
En los últimos años y gracias a su talento, directores de reparto internacionales la han invitado a participar de manera estelar en telenovelas latinoamericanas interpretando personajes que han logrado conquistar a una buena parte del público televidente.
Durante 2012 fue parte del grupo de maestros del Adriana Barraza Acting Studio como maestra de acento neutro y actuación.

## Filmografía

### Telenovelas
- 2020-2021: 100 días para enamorarnos....Victoria "Vicky" Medina.[1]
- 2018: Mi familia perfecta....Francisca "Panchita" Rojas.
- 2017: Sangre de mi tierra....Maid.
- 2017: Milagros de navidad....Madre de José.
- 2015: Dueños del paraíso....Modesta Flores.
- 2014: En otra piel.....Victoria "Vicky" Andrade.
- 2013: Pasión prohibida.....Celeste Barrera.
- 2013: Rosario.....Matilde.
- 2012: Relaciones peligrosas.....Nana Valentina.
- 2011: Corazón apasionado.....Ramona Pérez.
- 2010: El fantasma de Elena.....Jesusa.
- 2009-2010: Mar de amor.....Crisanta.
- 2008-2009: Cuidado con el ángel.....Casilda López.
- 2007: Al diablo con los guapos..
- 2006-2007: Código postal.....Flora.
- 2004-2005: Sueños y caramelos.....Inocencia.
- 2004: Amarte es mi pecado.....Luisa.
- 2003: Bajo la misma piel....esposa de Jerónimo .
- 2002-2003: Las vías del amor.....Casimira.
- 2002: Clase 406.
- 2001: La intrusa.....Raniegos.
- 2000: Carita de ángel .....Porfiria
- 2000: Locura de amor.....Macrina.
- 1999-2000: La casa en la playa.....Lili.
- 1998: Preciosa.
- 1997: El alma no tiene color.....Doña Queca.
- 1997: Desencuentro .
- 1997: Mi querida Isabel.
- 1997: Pueblo chico, infierno grande... Bruja al servicio de Altagracia.
- 1996: Sentimientos ajenos.
- 1995-1996: María la del barrio.....Tísica.
- 1996: La sombra del otro.....Chayito.
- 1995: La dueña.....Chismosa.
- 1995: Agujetas de color de rosa.
- 1995: María José.....Zoila.
- 1994: Volver a empezar.....Adelina.
- 1994: Dos mujeres, un camino.
- 1990-1991: Alcanzar una estrella II.
- 1990: Al filo de la muerte.
- 1989-1990: Teresa.
- 1989: Luz y sombra .
- 1989: Morir para vivir.....Eufemia.
- 1989: Lo blanco y lo negro.
- 1989: Pasión y poder.
- 1988: Nuevo amanecer.
- 1988: Encadenados.

### Series de televisión
- 2008-2010: La rosa de Guadalupe.
- 2009: Mariano en tu vida.
- 2009: Los simuladores.
- 2008: S.O.S.: Sexo y otros secretos.
- 2008: María de todos los ángeles.
- 2007: El Pantera.
- 2006-2007: Mujer, casos de la vida real (la miniserie).
- 1988-2006: Mujer, casos de la vida real.
- 1997-2002: Otro rollo.
- 1994: Aquí está La Chilindrina.
- 1991-1993: La telaraña...la portera.
- 1993: Ni hablar.
- 1990: XEA Radio aventura
- 1984: Nezahualcóyotl, memorias del sol.

### Videoteatros
- 1993 La bella Dorotea
- 1993 Vagabundo en la lluvia
- 1993 Nora
- 1993 Amorina
- 1993 La gira

### Cine
- 2008 Morenita.....María. Director: Alan Jonson Gavica
- 2008 El muro de al lado.....Concha. Director: Luis Eduardo Reyes
- 1993 Mujeres infieles
- 1992 Traficantes de niños

### Videohomes
- 1993 Hoy no circula
- 1990 El culpable fue mi padre
- 1990 De mala muerte
- 1990 El bolas
- 1990 Tarot sangriento
- 1990 Uzi, comando judicial
- 1990 Chacales de la frontera
- 1990 De mala muerte
- 1990 La cruda realidad
- 1989 Raptola, violola y matola
- 1989 Tráfico de niños

### Teatro
- 2002-2003 Contrabando.....Damiana Caraveo
- 1992 Cosas de papá y mamá.....La sirvienta
- 1991 El mago de Oz.....Dorothy
- 1990 La bruja Tecnogracia en el país de la fantasía.....La bruja Tecnogracia
- 1990 La hora de las locas.....Eva
- 1988 A caza del amor.....Sofía
- 1986 Los gallos salvajes.....mujer #1

### Radionovelas
- Rocío, una mujer de nuestro tiempo. IMER
- Mujer, casos de la vida real. XEW-AM
- Flor de lluvia. XEW-AM
- Veneno para las ratas. XEW-AM